# حركة أحرار البحرين
حركة أحرار البحرين: تعد أحد أقدم التنظيمات الشيعية في البحرين، وظلت طيلة الفترات الماضية تنشط من لندن ويرأسها سعيد الشهابي.
أثناء الاحتجاجات البحرينية التي اندلعت مطلع عام 2011 م انضم حركة أحرار البحرين إلى حركة حق، وتيار الوفاء الإسلامي ليشكلوا تكتل اسمه التحالف من أجل الجمهورية الذي طرح مطالب تتجاوز الإصلاح الحكومي وحتى الدعوة لملكية دستورية إلى إلغاء الملكية ذاتها وإقامة نظام جمهوري في البلاد.

## التصنيف كمنظمة إرهابية
| البلد                    | التاريخ      | مراجع |
| البحرين                  | 8 يوليو 2017 | [ 2 ] |
| السعودية                 | 8 يوليو 2017 | [ 2 ] |
| الإمارات العربية المتحدة | 8 يوليو 2017 | [ 2 ] |
| مصر                      | 8 يوليو 2017 | [ 2 ] |